# Всеобщие выборы в Кении (2013)
Всеобщие выборы в Кении прошли 4 марта 2013 года. На выборах избирались президент, сенаторы, губернаторы графств, члены парламента, а также представители гражданских уордов (самых мелких муниципальных подразделений) и женские представители. Это были первые выборы после принятия новой Конституции страны на референдуме 2010 года. Они проводились новой Независимой избирательной комиссией.

## Коалиции и альянсы
Избирательный закон Кении требует от всех политических партий заблаговременной регистрации коалиционных соглашений. Срок подачи заявок был 4 декабря 2012 года. Такие соглашения уменьшают число кандидатов на выборах.
К выборам 2013 года было сформировано 4 коалиции:
- Коалиция за реформы и демократию (CORD): Оранжевое демократическое движение, Демократическое движение вайперов, Форум за реставрацию демократии (ФОРД) — Кения и др.[3]
- Юбилейный альянс: Национальный альянс, Объединённая республиканская партия.[4][5]
- Альянс Орёл: Кенийский национальный конгресс, Партия действия.[6]
- Альянс Амани: Объединённый демократический форум (UDF), Новый Форум за реставрацию демократии (ФОРД)-Кения, Национальный союз африканцев Кении (КАНУ)[7].